# 52-я гвардейская дивизионная артиллерийская бригада
52-я гвардейская дивизионная артиллерийская бригада — гвардейская дивизионное артиллерийское соединение РККА Вооружённых сил СССР в Великой Отечественной войне.
52 гв.дабр в составе действующей армии с 24 февраля по 11 мая 1945 года.

## История
Бригада дивизионной артиллерии сформирована в январе — феврале 1945 года путём объединения трёх артиллерийских полков в Житомирском учебном артиллерийском лагере в посёлке Гуйва.
О боевом пути бригады смотри статью 103-я гвардейская стрелковая дивизия и О боевом пути бригады смотри статью 37-й гвардейский стрелковый корпус

## Состав
- управление
- 15-й гвардейский пушечный артиллерийский полк
- 38-й гвардейский гаубичный артиллерийский полк
- 173-й гвардейский миномётный полк

## В составе
| Дата            | Фронт (округ)        | Армия                 | Корпус                             | Дивизия                              | Примечания |
| --------------- | -------------------- | --------------------- | ---------------------------------- | ------------------------------------ | ---------- |
| 01.03.1945 года | 2-й Украинский фронт | 9-я гвардейская армия | 37-й гвардейский стрелковый корпус | 103-я гвардейская стрелковая дивизия | -          |
| 01.04.1945 года | 3-й Украинский фронт | 9-я гвардейская армия | 37-й гвардейский стрелковый корпус | 103-я гвардейская стрелковая дивизия | -          |
| 01.05.1945 года | 3-й Украинский фронт | 9-я гвардейская армия | 37-й гвардейский стрелковый корпус | 103-я гвардейская стрелковая дивизия | -          |

## Командиры
- Журавлёв, Алексей Гаврилович, гвардии подполковник, февраль — после октября 1945 года